# Monhystrella paraelegantula
Monhystrella paraelegantula is een rondwormensoort uit de familie van de Monhysteridae.